# 大譽地站

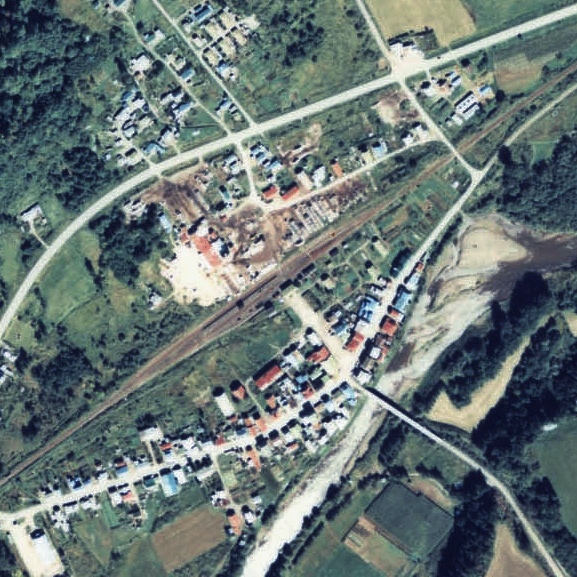
1977年的國鐵池北線時代大譽地站與方圓500米範圍。右上方是北見方向。

大譽地站（日语：／ Oyochi eki */?）是位於北海道足寄郡足寄町大譽地本町20番11號，北海道池北高原鐵道的故鄉銀河線車站（廢站）。隨著故鄉銀河線廢線，車站在2006年（平成18年）4月21日廢除。

## 歷史
在1910年（明治43年），池田至淕別之間開通後不久，開始從周邊的山開採石頭，然後從此站運出石頭，在本線上設有鐵路貨車停靠以進行裝載作業。但是由於造成列車延遲，因此開設了此站。在1915年（大正4年）起，王子製紙在淕別的斗滿川上流以流送方式運送木材至附近的利別川。曾經有一段時間，鋪設了馬車軌道以運送木材，後來在1919年（大正8年）由於洪水的關係而改為運送往淕別站。
在1954年（昭和29年）12月，車站大樓進行翻新，該大樓一直使用直至車站廢除。車站最頂盛時期，一年間約有12萬6000人使用。後來隨著地區人口減少，使用人次也減少。在2006年（平成18年）廢除後，曾經計劃探索車站大樓變成其他設施的可能性，後來由於需要耗資158萬日圓，因此最後在2015年（平成27年）1月拆毀。
- 1913年（大正2年）10月11日 - 鐵道院網走本線車站啟用[5]。當時為一般車站[5][6]。
- 1949年（昭和24年）6月1日 - 日本國有鐵道成立，成為日本國有鐵道車站。
- 1954年（昭和29年）12月- 翻新車站大樓[4]。
- 1961年（昭和36年）4月1日 - 池田至北見之間改名為池北線，成為池北線車站[7][8]。
- 1977年（昭和52年）4月28日 - 成為業務委託車站[8]。結束處理貨物。
- 1984年（昭和59年）2月1日 - 結束處理行李[9]。
- 1986年（昭和61年）11月1日 - 成為無人車站。
- 1987年（昭和62年）4月1日 - 伴隨國鐵分割民營化，車站由北海道旅客鐵道（JR北海道）營運。
- 1989年（平成元年）6月4日 - 北海道池北高原鐵道繼承池北線[7][10][11][12][13][14][15]。
- 2006年（平成18年）4月21日 - 故鄉銀河線全線廢除[2][16]。

### 站名的由來
車站名稱取自當地地區名（字名）。名稱源自阿伊努語的「オヨチ（oyoci）」，其意思是「熊殺了人？」，或者「オイオッイ（オイオチ）（o-i-ot-i→o-i-oci）」，其意思是「川尻、這裡（蛇或熊）、有很多、東西（河流）」。而後者比較可信。

## 車站構造
截至車站廢除前，此站是地面車站，設有1面1線的單式月台。原本此站設有1面2線的島式月台。

## 現況
在廢除後，路軌與電線早已撤走。車站大樓如上述提及仍然存在，截至2015年8月，大樓已被拆毀（實際拆毀日期不詳），只留下周邊路緣的痕蹟。

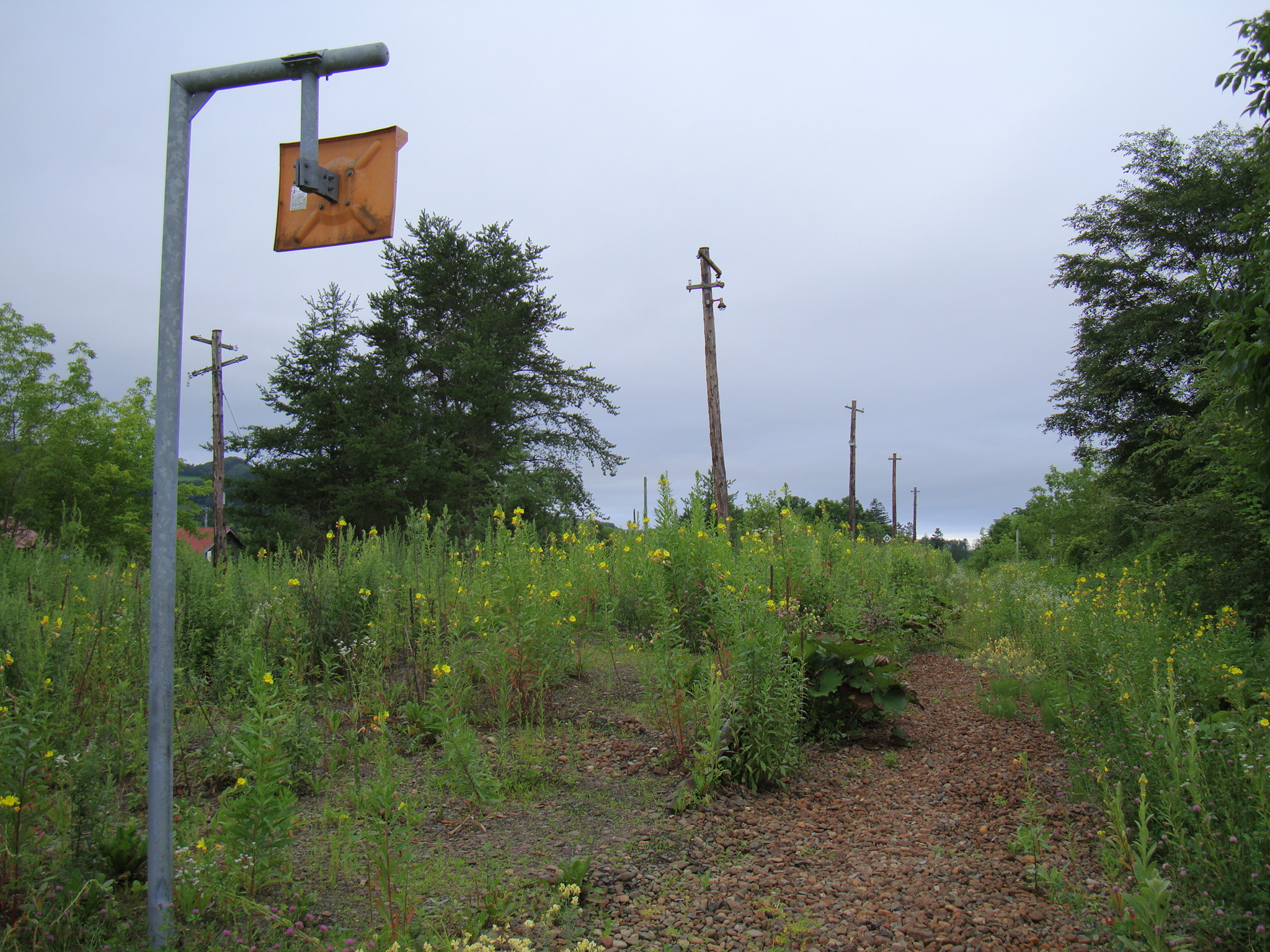
2009年7月的車站遺址。路軌和電線已撤走。
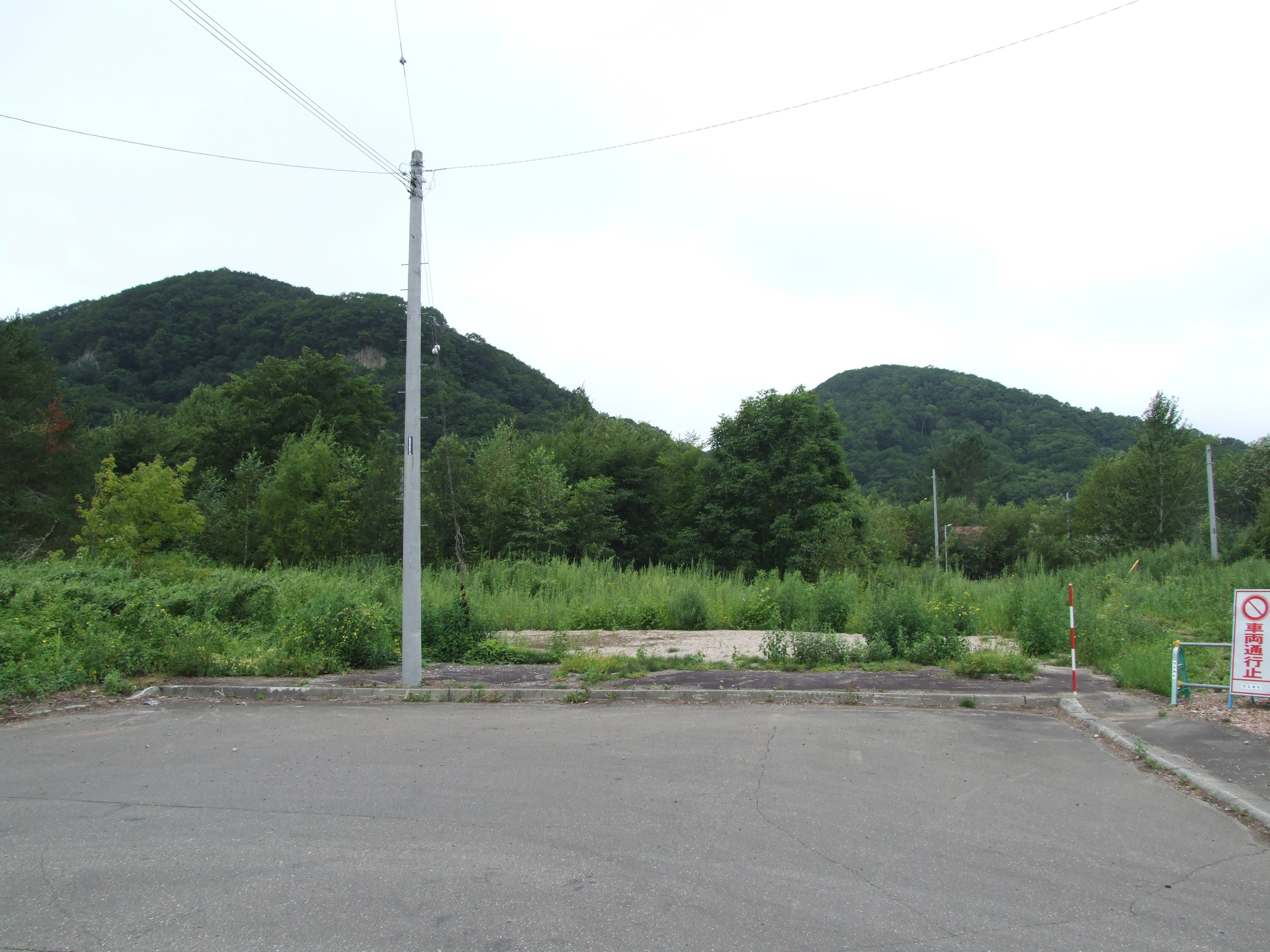
2015年8月的車站遺址。車站大肄已撤走。

## 車站周邊
- 國道242號（日语：国道242号）
- 利別川（日语：利別川）
- 大譽地小學
- 大譽地郵局
- 鈴木宗男生家（鈴木平交道入口）
- 十勝巴士（日语：十勝バス）「大譽地」巴士站

## 相鄰車站
北海道池北高原鐵道
故鄉銀河線
笹森－大譽地－薰別

## 注腳
1. ↑  田中和夫（監修）. . 上巻 国鉄・JR線. 北海道新聞社（編集）. 2002-07-15: 314–315頁,318–319頁. ISBN 978-4-89453-220-5. ISBN 4-89453-220-4 （日语）.
2. 1 2 3  北見現代史編集委員会（編集）. . 北見市: 981頁. 2007-01 （日语）.
3. ↑  《10年》 p. 104
4. 1 2  . 十勝毎日新聞社. 2014-11-21  [2014-11-21]. （原始内容存档于2014-11-25） （日语）.
5. 1 2  《官報》1913年10月4日 鉄道院告示第86号 （页面存档备份，存于）（日語）（國立國會圖書館）
6. ↑  《JR釧路支社》 p. 81
7. 1 2   田中和夫（監修）. . 上巻 国鉄・JR線. 北海道新聞社（編集）. 2002-07-15: 236–237頁. ISBN 978-4-89453-220-5. ISBN 4-89453-220-4 （日语）.
8. 1 2  《JR釧路支社》 p. 96
9. ↑  『JR釧路支社』 p. 113
10. ↑  田中和夫（監修）. . 下巻 SL・青函連絡船他. 北海道新聞社（編集）. 2002-12-05: 222頁–223頁. ISBN 978-4-89453-237-3. ISBN 4-89453-237-9.
11. ↑  北見現代史編集委員会（編集）. . 北見市: 952頁,954頁. 2007-01 （日语）.
12. ↑  ふるさと銀河線10周年記念事業実行委員会（編集）. : 21–24頁、95頁. 1999-06-04 （日语）.
13. ↑  . 北海道新聞 (北海道新聞社). フォト北海道（道新写真データベース）. 1989-06-03  [2016-11-25]. （原始内容存档于2016年11月25日） （日语）.
14. ↑  《JR釧路支社》 p. 122
15. ↑  《10年》 p. 105
16. ↑  . 北海道新聞 (北海道新聞社). フォト北海道（道新写真データベース）. 2006-04-21  [2016-11-25]. （原始内容存档于2016年11月25日） （日语）.
17. ↑   (PDF). アイヌ語地名リスト. 北海道 環境生活部 アイヌ政策推進室. 2007  [2017-10-19]. （原始内容存档 (PDF)于2018-05-04） （日语）.